# Битва при Динкларе
Битва при Динкларе — состоявшееся 3 сентября 1367 г. сражение между епископством Хильдесхайм и союзом во главе с Брауншвейгом недалеко от деревень Динклар и Фармсен на переходе от мыса Гарц к Северо-Германской равнине. Запомнилось участием почти всей знати, духовенства и городов северных предгорий Гарца.

## Предыстория
Княжество-епископство Хильдесхайм был почти полностью окружен землями потомков Генриха Льва из династии Вельфов, которые мечтали вернуть себе прежние территории и власть. Замок Каленберг, построенный в 1292 г. всего в 13 км к западу от города Хильдесхайм Оттоном II Люнебургским, был частью долгосрочных действий против епископства.
Причиной сражения были как продолжающиеся территориальные споры, так и обвинения Вельфами в адрес князя-епископа Герхард фон Берга в оказании покровительства баронам-разбойникам. Архиепископ Магдебурга Дитрих фон Портиц вступил в союз с герцогом Брауншвейгским Магнусом II, чтобы положить конец происходящему. К этому моменту Магнус II уже заключил несколько союзных договоров в ущерб Хильдесхайм. Правивший Брауншвейг-Люнебургом Вильгельм II полностью окружил епископство своими владениями. Замок Каленберг и замок Хаусфреден были разграблены, в 1366 г. Магнус II захватил замки Кампен (Флехторф) и Крамме.
Сам Хильдесхайм имел хорошо организованную систему обороны из-за длившихся десятилетиями конфликтов. Каждый горожанин был обязан, в зависимости от своего достатка, иметь вооружение и обязан принимать участие в военных походах за пределами город. Город также держал в своем распоряжении хорошо укомплектованный арсенал. Готовность к военной службе проверялась ежегодными экзаменами. Город уже приобрел некоторое количество арбалетов и колесниц для быстрой переброски войск. Гражданство также было связано с городами Ганновер и Гослар.

## Сражение
Армия Вельфов собралась возле Брауншвейга и двинулась оттуда к Хильдесхайму, отметившись обширными грабежами и разрушениями в восточных районах епископства. При поддержке местного духовенства князь-епископ Герхард фон Берг был в курсе происходящего и смог вооружить всех в Хильдесхайме и его окрестностях, вооруженные отряды из  Дасселя, Люттера, Винценбурга, Вольденберга, Вольденштейна и Либенбурга смогли выступить заблаговременно. Кроме того, в Хильдесхайме было несколько прошедших обучение в Париже, Авиньоне и Монпелье каноников и канонис, которые могли иметь познания в боевом деле.
Захватчики разбили лагерь в деревнях Динклар и Фармсен. В Динкларе епископ Хальберштадта держал ставку на месте разрушенного бывшего замка. Герцог поселился в Фармсене, где потребовал себе дом. Место для лагеря было заранее определено союзниками, которые были знакомы с местностью. Остатки замка Динклара можно было быстро укрепить, чтобы отсюда можно было следить за дорогой, Динклар защищал лагерь с запада в сторону Хильдесхейма. С севера лагерь замыкал длинный и глубокий ров, с юга виднелась из Динклара заболоченная Ильсенская низменность, протяженностью семь километров.
Герхард фон Берг сгруппировал вооруженных горожан и назначил опытных рыцарей руководить каждой группой. Также у него было время предупредить нескольких союзников и заставить их быстрее прибыть. Боевой дух епископского войска был обеспечен освящением, мессами и почитаемыми мощами. Согласно преданию, епископ вынес из сокровищницы собора реликварий Марии, и, указывая на него, воскликнул: «Мужчины держитесь, у меня в рукаве ещё тысяча человек!». Князь-решился на превентивный удар, ночью пехоту незаметно доставили к вражескому лагерю на колесницах с юго-востока, а не по шедшему к сильно укрепленному Динклару тракту.
Герхард фон Берг лично повёл армию в бой. Ночная атака увенчалась успехом, что вызвало панику среди стоящей лагерем пехоты Вельфов. Лишь в нескольких местах было сопротивление, в основном нескоординированное, которое удалось быстро подавить. Жителям Хильдесхайма удалось спровоцировать массовое бегство противника, которое они поддерживали повторяющимися целенаправленными атаками. Неоднократно проводились и целенаправленные атаки с целью захвата лидеров.
Однако продолжительное преследование не удалось сделать из-за ожидаемого прибытия герцога Альбрехта I, ожидавшегося шторма и необходимости доставить пленных, которые давали высокие суммы выкупа и выполнение требований Хильдесхайма.